# Bjergstenfrø
Bjergstenfrø (Buglossoides purpurocaerulea), ofte skrevet bjerg-stenfrø, er en staude med en opret til opstigende, busket vækst. 

## Beskrivelse
Stænglerne er dækket af stive hår, runde i tværsnit, og de bærer spredtstillede blade. Bladene er lancetformede og helrandede med langt tilløbende spids. Oversiden er mørkegrøn og ruhåret, mens undersiden er lyst grågrøn og ligeledes ruhåret. Midterribben er meget fremtrædende på undersiden. 
Blomstringen sker i maj-juni, hvor man ser blomsterne sidde samlet i små, endestillede svikler. Blomsterne er 5-tallige og regelmæssige med sammenvoksede kronrør. Kronbladene er først rødviolette, men senere bliver de dybblå. Frugterne er nøddeagtige delfrugter, som er stenhårde
Rodnettet består af en dybtgående hovedrod og flere, kraftige siderødder, der også går dybt ned. Skud, som lægger sig ned, slår rod og danner nye planter, sådan at væksten kan blive bunddækkende.
Højde x bredde og årlig tilvækst: 0,35 x 0,50 m (35 x 50 cm/år). Disse mål kan fx bruges til beregning af planteafstande, når arten anvendes som kulturplante.

## Hjemsted
Arten er udbredt i Mellemøsten, Kaukasus og det sydøstlige og sydlige Europa. Den foretrækker lysåbne eller letskyggede voksesteder med en jord, som er tør, veldrænet og kalkrig. 
I Alpernes yderste, østlige rand, på bjerget Eichkogels kalkjord, hvor klimaet er kontinentalt med varme, tørre somre og kolde, snerige vintre, findes arten i skove under duneg sammen med bl.a. blærenød, hjorterod, liguster, svalerod, bakkestilkaks, blodrød storkenæb, Hierochloe australis (en festgræs-art), hvid diktam, hvid staudeklematis, kantet kohvede, kantet konval, kirsebærkornel, lægegaltetand, pibekvalkved, purpurkløver, rundbladet bærmispel, rød dværgmispel, skærmokseøje, småbladet elm, sort gyvel, tarmvridrøn, vortet benved, våradonis og 
weichseltræ.
| Portal | Portal:Botanik |